# Don Quijote (videojuego de 1987)
Don Quijote es un videojuego desarrollado y publicado en 1987 por Dinamic Software, basado en la serie de animación de Televisión Española de 1979, que a su vez estaba basada en la popular obra de la literatura universal Don Quijote de la Mancha de Miguel de Cervantes. Se trata de una aventura conversacional desarrollada con el sistema de creación de videojuegos Graphic Adventure Creator, en la cual controlamos a Don Quijote en dos aventuras. Tuvo versiones para ZX Spectrum, Amstrad CPC, Commodore 64, MSX, Amiga, Atari ST y DOS.
Las versiones de Amiga y de Atari ST que fueron encargadas a Andrés Samudio (fundador de AD) nunca llegaron a comercializarse, y a día de hoy no se conserva ninguna copia de dichas versiones a pesar del esfuerzo de la comunidad por recuperarlas.

## Recepción y éxito
La aventura fue realizada por el autor sin tener en cuenta la serie de TV,  pero Dinamic tuvo el gran acierto de comprar los derechos de la serie para promocionar el videojuego.
Todo eso, añadido a la amplia campaña publicitaria que tuvo el juego, ayudó a que fuera una de las aventuras que más éxito tuvo en España, siendo económicamente una de las aventuras más rentables de Dinamic.
Esta aventura hizo que mucha gente se adentrara en el género de las aventuras conversacionales, y el éxito animó a Dinamic a seguir apostando por el género, creando una división dentro de la propia Dinamic, denominada Aventuras Dinamic , usada para lanzar los siguientes títulos de aventuras conversacionales. Siendo Don Quijote la última aventura que saldría con el sello de Dinamic.

## Argumento
La aventura, dividida en dos partes comienza en el dormitorio de Alonso Quijano, y comienza, al igual que en la novela, leyendo libros de caballerías. A partir de ese momento, Don Quijote tendrá una primera misión, armarse caballero, para lo cual deberá conseguir y velar sus armas y armadura en el sitio adecuado, tras lo cual irá hacia la aventura. En la segunda parte, tras sufrir un accidente, deberá buscar los ingredientes del Bálsamo de Fierabrás para elaborarlo y beberlo, ya que sin él no sobrevivirá. Tras lograrlo, deberá reunirse con su amada Dulcinea.

## Sistema de juego
Como en cualquier aventura conversacional, el usuario debe introducir a través del teclado órdenes simples como "coger llave" o "abrir puerta con llave". Dispondrá de un inventario limitado por el peso que pueda cargar. Cuando lleve demasiado peso, deberá desprenderse de algún objeto pesado o de varios ligeros, según exijan las circunstancias. La comida es un factor muy importante durante toda la aventura. Se debe buscar y obtener alimentos a lo largo del juego y estar atento al estómago, pues se puede morir de hambre si no se consumen víveres cuando el hambre comienza a apretar. En la segunda parte, además, tras el accidente, la herida estará molestando hasta que se consuma el bálsamo de Fierabrás, y será necesario descansar cuando sus síntomas se vuelvan insoportables, pues también pueden provocar la muerte sin el debido descanso. Como otros videojuegos de Dinamic Software, las dos partes del juego están incluidas en cargas independientes. Al final de la primera carga se obtiene una clave, que se debe introducir al principio de la segunda carga para desbloquearla y seguir jugando. En la primera parte, con el comando "ayuda", nuestro ayudante Sancho Panza dará un consejo para seguir avanzando. Estos consejos dejarán de estar disponibles una vez Don Quijote se arme caballero.
El juego, al igual que muchas otras aventuras de la época, adolecía del denominado "síndrome de la palabra exacta", que podía hacer que el jugador se viese bloqueado en una localización sin ser capaz de avanzar.